# Johan Slaweka
Johan Klausson Slaweka, född före 1452, död 1483–1487, var en svensk riddare och medlem av den medeltida adelsätten Slaweka. 
Han omnämns första gången 1452 i arvskiftet efter Märta Lydekadotter Stralendorp, där han bland annat ärver ön Vässarö i Roslagen.